# سرای حقیران
سرای حقیران مربوط به دوره قاجار است و در سبزوار، خیابان اسرار شمالی، نرسیده به چهار راه بیهق واقع شده و این اثر در تاریخ ۱۲ تیر ۱۳۸۴ با شمارهٔ ثبت ۱۲۰۶۱ به‌عنوان یکی از آثار ملی ایران به ثبت رسیده است.